# (6414) Mizunuma
(6414) Mizunuma (1993 UX) – planetoida z pasa głównego asteroid okrążająca Słońce w ciągu 3,12 lat w średniej odległości 2,14 j.a. Odkryta 24 października 1993 roku.